# Султан ибн Ахмед
Султан ибн Ахмед (ум. 20 ноября 1804) — четвёртый имам Омана из династии Аль Саид (1792—1804).

## Ранние годы
Султан ибн Ахмад был сыном Ахмеда ибн Саида (1710—1783), первого имама Омана (1744—1783).
В 1781 году Султан и его брат Сайф подняли восстание против отца и захватили под свой контроль крепости аль-Мирани и аль-Джалали, охранявшие гавань Маската. Губернатор Маската попытался вернуть форты, но братья Султан и Сайф начали обстреливать город из артиллерии. Братья получили поддержку Шейха Саркара и в апреле 1781 года предприняли поход на столицу Омана, Рустак. Имам Ахмад ибн Саид вынужден был примириться со своими сыновьями и сохранил за ними занятые крепости. Вскоре имам вернул себе форт аль-Мирани, но Султан и Сайф укрывались в крепости аль-Джалали. Затем Султан и Сайф похитили своего старшего брата и наследника трона Саида ибн Ахмада. Их отец в январе 1782 года прибыл в Маскат и приказал обстрелять из аль-Мирани форт аль-Джалали, где укрывались его восставшие сыновья. В это время Саид ибн Ахмад подкупил тюремщика и бежал из плена. Окружённые с двух сторон братья вынуждены были сдаться отцу. Имам заключил под стражу Сайфа, чтобы предотвратить новое восстание.
В 1783 году после смерти Ахмеда ибн Саида новым имамом Омана стал его второй сын и наследник престола Саид ибн Ахмед (1783—1786), который занял столицу Рустак. Братья Сайф и Султан заключили союз Шейхом Сакаром против нового имама. Союзники захватили города Хамра, Шаган, Рамс и Хор Факан. Имам Саид бин Ахмед не смог отбить эти города обратно. Затем Сайф ибн Ахмед отплыл в Восточную Африку, чтобы стать там новым правителем, и вскоре скончался. Султан ибн Ахмед бежал в Мекран на побережье Белуджистана. Местный правитель предоставил ему защиту и дал во владение город Гвадур.
Оманский имам Саид ибн Ахмед становился всё более непопулярным. Примерно в конце 1785 года группа знати избрала новым имамом его брата Кайса бин Ахмеда, но это восстание было подавлено. В 1786 году Хамид бин Саид захватил контроль над Маскатом и его крепостью. Один за другим города и форты Омана перешли на сторону Хамида. Хамад бин Саид принял титул саида и избрал своей столицей Маскат, а его отец Саид бин Ахмед остался в Рустаге и сохранил титул имама, не имея реальной власти над государством.

## Правление
В 1792 году третий правитель Омана Хамид ибн Ахмед скончался. Султан ибн Ахмед вернулся из Белуджистана в Оман и захватил власть в Маскате. Ни он сам, ни его потомки не принимали больше звания имама. Чтобы избежать семейных конфликтов, он на встрече в Барке подтвердил за старшим братом Саидом власть имама в Рустаке и передал контроль над городом Сухар другому брату Кайсу бин Ахмеду.
Перед своими подданными Аль Саиды титуловались сеидами, а перед иностранцами — султанами. Султан ибн Ахмед продолжал политику своего предшественника по укреплению морского могущества Маската. При нем на макранском побережье был захвачен порт Гвадур, на иранском — Шахбар. В 1798 году в результате успешного похода султан добился права на таможенный контроль над персидским портом Бендер Аббасом и ближайшими к нему островами. Таким образом он получил доступ к рынкам Южного Ирана. В 1799 году Оман поставил в вассальную зависимость от себя шейхов Бахрейна.
В начале XIX века правители Омана стали угрожать агрессивно настроенные ваххабиты Неджда. Султан ибн Ахмед был вынужден признать их власть, он согласился на выплату дани и впустил саудовский гарнизон в Маскат. Стараясь избежать полного порабощения, Султан пошел на союз с Англией, которая была заинтересована в том, чтобы порт Маскат, лежавший вблизи морского пути в Индию, находился в дружественных руках. В 1800 году ваххабиты напали на северные владения Омана, захватили оазис Эль-Бурайми и осадили брата султана Кайса ибн Ахмеда в Сухаре.
В 1798 году Султан ибн Ахмед заключил первый союзный договор с бриатанской Ост-Индийской компанией, по которому правитель Омана обязывался предоставлять англичанам на своей территории режим наибольшего благоприятствования, а бриатнцы — защищать его от врагов. После этого Маскат стал главной базой англичан в Персидском заливе и неофициальной столицей всего региона. Поддержанный англичанами, Султан решился сопротивляться ваххабитам. Однако в 1804 году на обратном пути из Басры, куда он плавал для того, чтобы разрешить с багдадским пашой спор о таможенных пошлинах, он был убит в стычке с флотом союзного ваххабитам правителя Рас-эль-Хаймы.
Султан ибн Ахмед назначил Мухаммеда ибн Насира ибн Мухаммеда аль-Джабри регентом государства и опекуном двух своих сыновей: Селима ибн Султана и Саида бин Султана.

## Дети
- Селим ибн Султан (ок. 1790—1821), губернатор Бахрейна (1802—1804), султан Омана (1804—1806)
- Саид ибн Султан (1791—1856), султан Омана (1804—1856)
- Хамад ибн Султан (1801—1816)
- Аиша бинт Султан (ум. после 1870), муж — Сайф ибн Али ибн Мухаммед Аль-Бусайди, губернатор Гвадура (1798—1801) и Бахрейна (1801—1802).